# Tack för mig – grottekvarn
Tack för mig – grottekvarn är den svenske författaren Folke Fridells debutroman, utgiven 1945.

## Handling
Magni Johannesson växer upp som det yngsta syskonet i en småländsk torparfamilj. Han är begåvad, men också överspänd med livlig fantasi. Hans far är sträng och tror inte mycket om sonen, medan modern har ett särskilt gott öga till honom. Han mobbas i skolan, inte minst av lärarinnan, men även av patronens son. Magni har sin fristad hos gubben Christiansson, ursprungligen en rikemansson, men som brutit med sin familj och lever isolerat i en skogskoja. I folkmun kallas han trollgubbe och ingen har något med honom att göra.
Efter en konflikt med lärarinnan spottar Magni henne i ansiktet. En tid senare möter han patronens son och hans syster Aina, som Magni är förälskad i. Patronens son sparkar Magni så han faller ned i en gödselstack och Aina står bredvid och skrattar, vilket Magni tar mycket hårt. Han svär att hämnas. Magnis far Johannes går i ursinne till patron för att tala med honom, men eftersom han inte betalt sin arrende till patron kan han inget göra. I stället är det Christiansson som talar med patron och skäller ut honom efter noter. Efter detta stiger Christiansson i anseende hos ortsbefolkningen och han ses som en symbol för den lilla människans kamp mot överheten.
Magni hamnar i slagsmål med patronsonen och slår honom medvetslös med en sten. Av rädsla för konsekvenserna flyr han från orten. Han söker sig uppåt landet och hamnar i Östergötland, där han under en tid arbetar på en bondgård för att därefter börja arbeta på en textilfabrik. Arbetsförhållandena är usla, men han finner flera vänner och kärleken i Elsa.
En dag får orten besök av två män, Söderlund och Andreasson, som agiterar för socialismens införande. Detta blir startskottet för ortens fackföreningsrörelse och arbetarnas kamp för bättre villkor, idelt motarbetade av bolagsledningen.

## Om boken
I förordet till Folket i Bild-utgåvan från 1954 skrev Fridell om boken: "Den skrevs någon gång i slutet av trettiotalet, kanske redan omkring 1935. Jag minns bara att manuset låg länge i skrivbordslådan. Ursprungligen hade boken titeln Jag ger dig djävulen. År 1941 publicerades bokens första del som följetong i tidningen Arbetaren och hade då titeln Fattig barndom. Fridell försökte få boken utgiven, men manuskriptet refuserades av flera förlag innan Federativs förlag utgav boken 1945. År 1979 utkom boken i nyutgåva på Federativs förlag.